# Nordströms

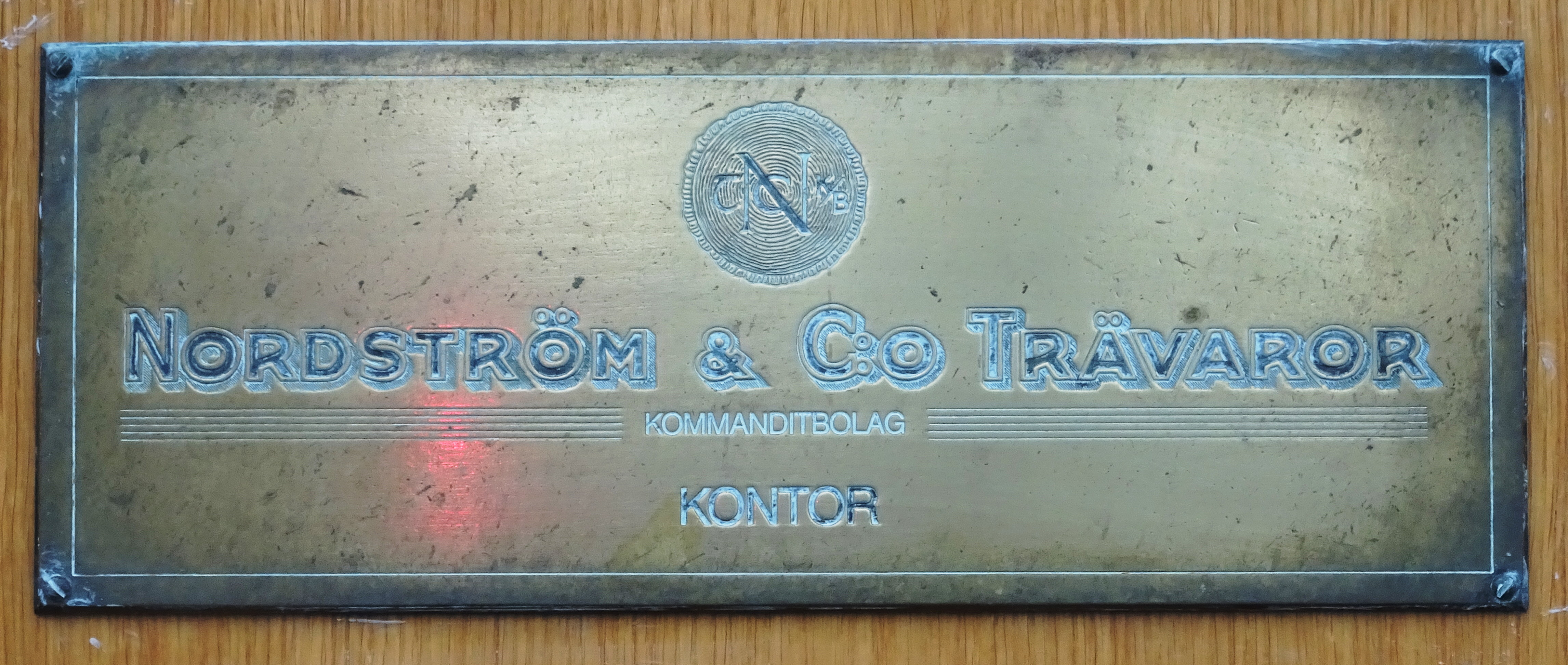
Bolagets dörrskylt i Liljeholmen.

Nordströms (officiellt Nordström & Co Trävaror) är en svensk bygghandelskoncern inriktad på företagskunder. 

## Historik
Nordströms är ett familjeföretag grundat 1908 av Verner Nordström (1884–1955). Nordström var brädgårdsinspektör och övertog F. Jonssons trävaruaffär när den gick i konkurs 1908. År 2022 ägde Nordströms tretton brädgårdar i östra Sverige, från Uppsala i norr, via Örebro i väster, till Linköping i söder. Den ursprungliga brädgården kallas Nordströms Trä och är belägen vid Lövholmsvägen i stadsdelen Liljeholmen i Stockholm. Idag (2023) är företagets verkställande direktör Gustav Nordström (född 1973). År 2022 var koncernens omsättning drygt 2,1 mdr kronor.

## Bilder, anläggningen i Liljeholmen

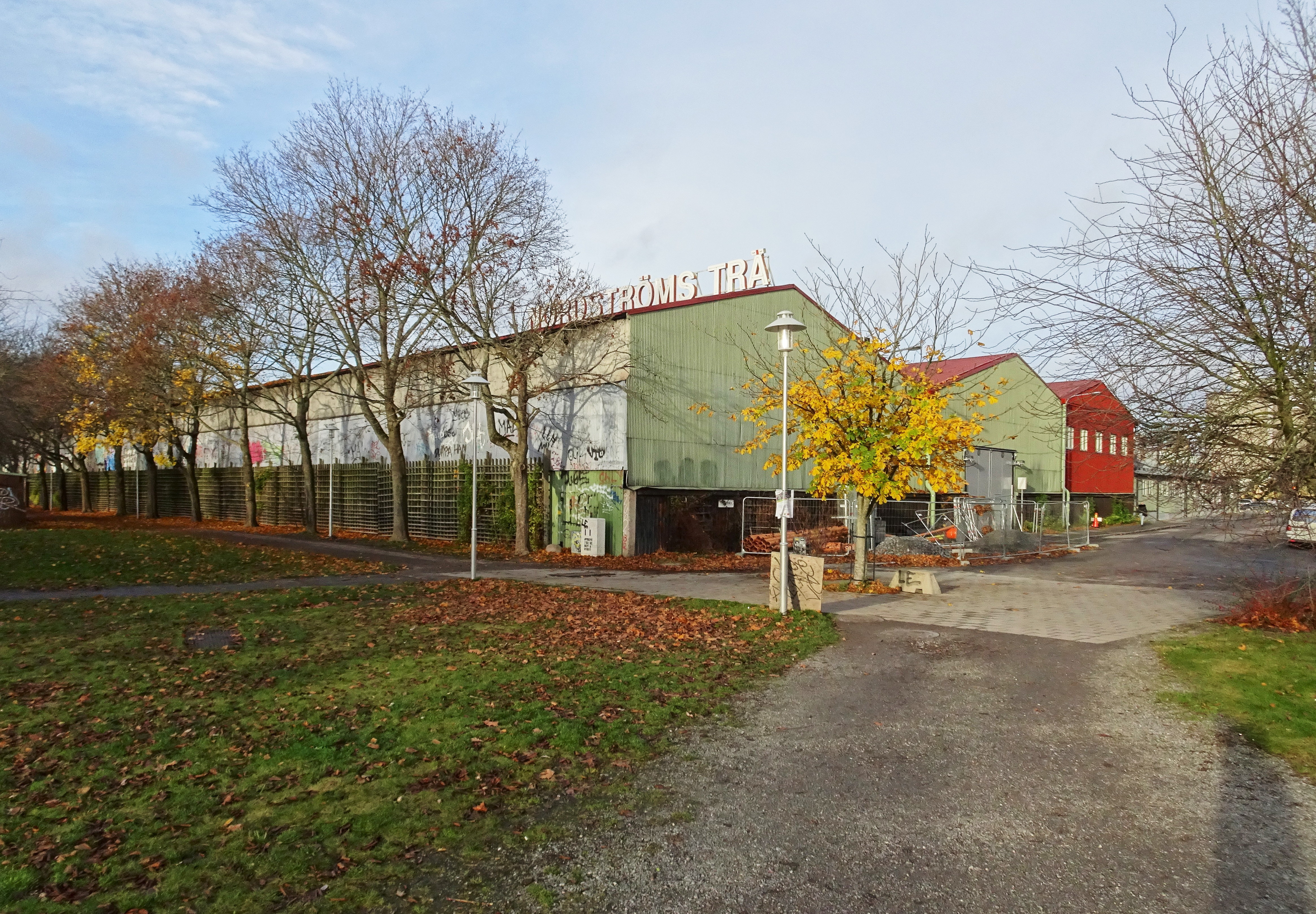
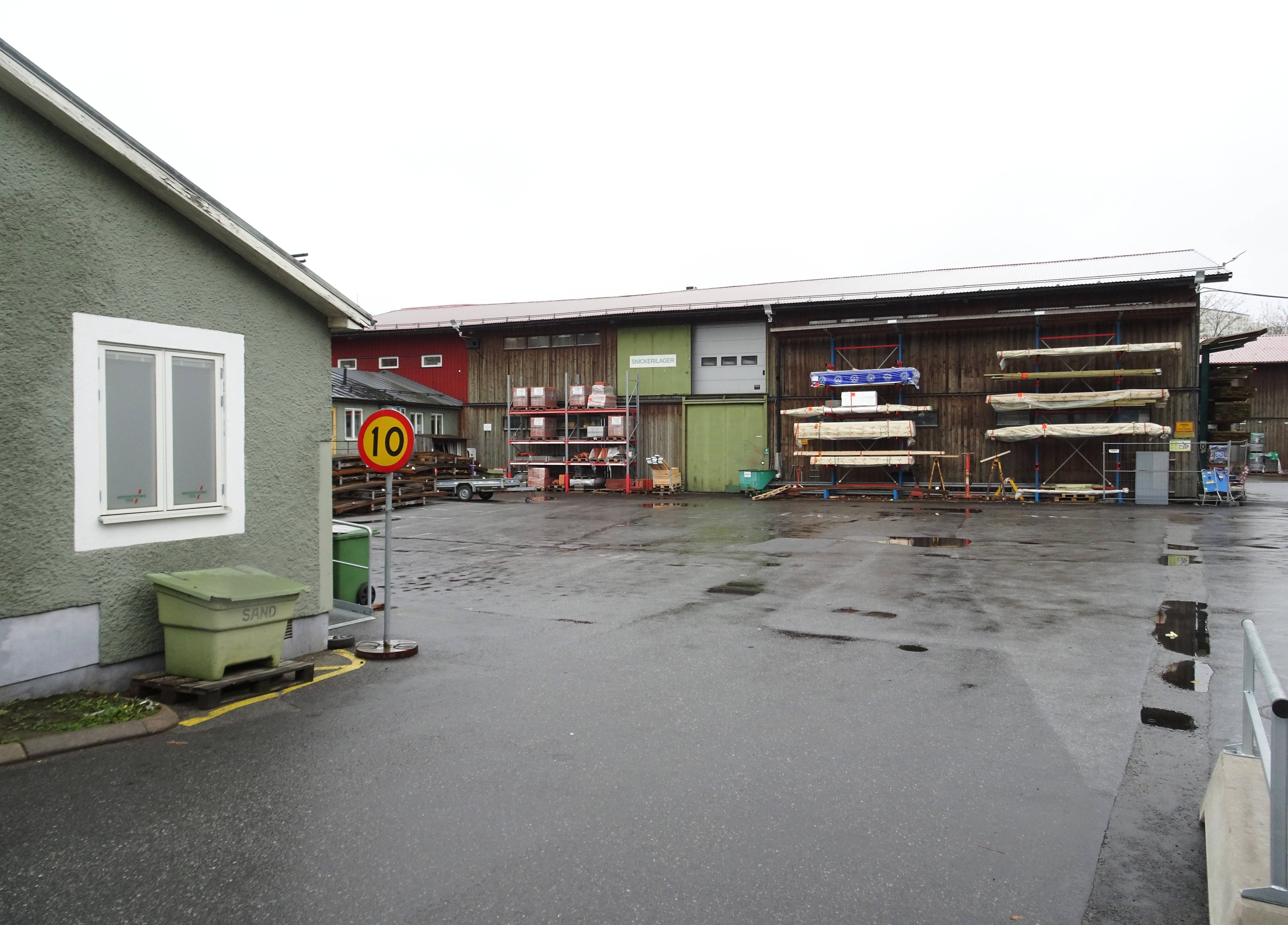
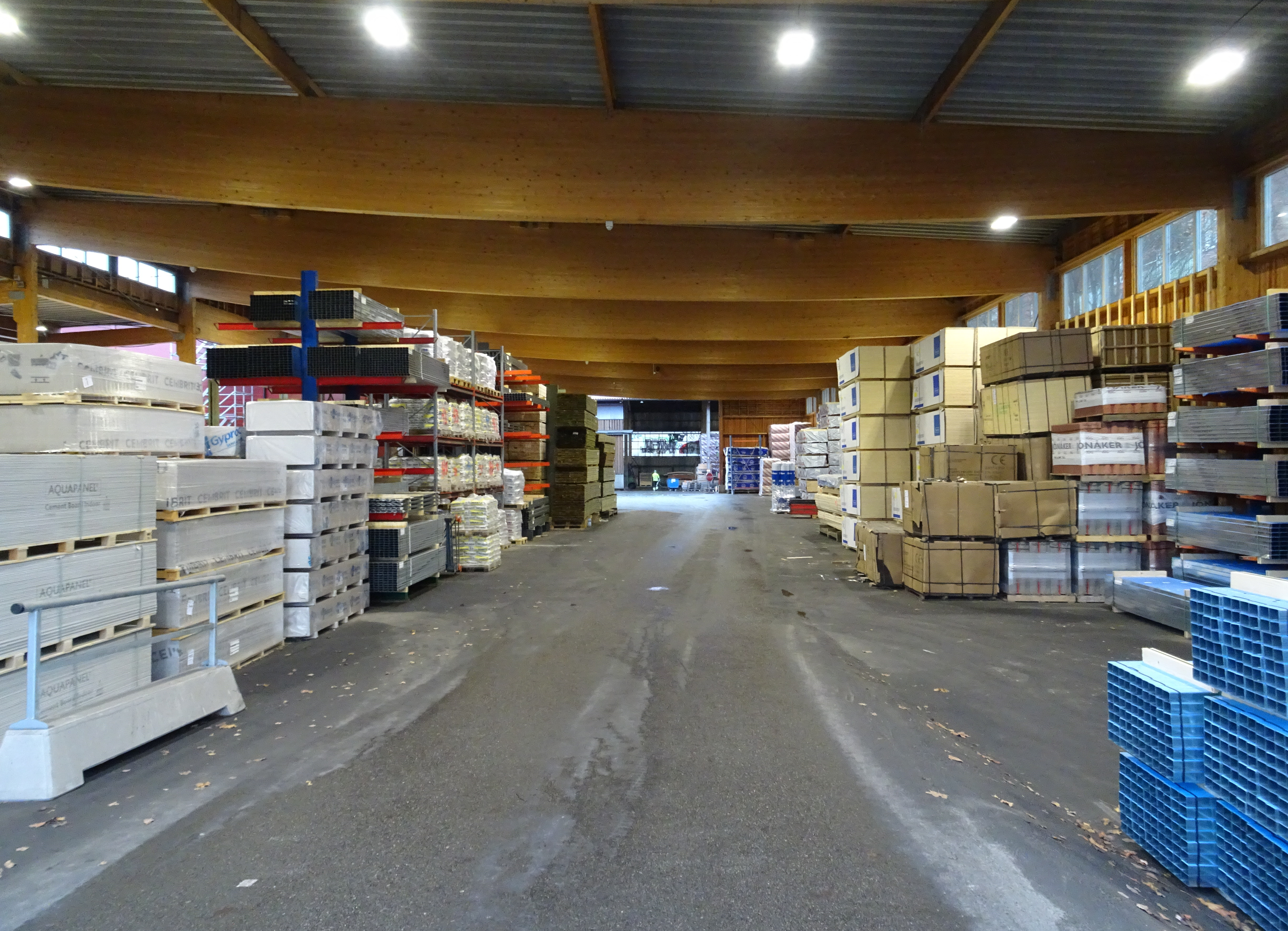
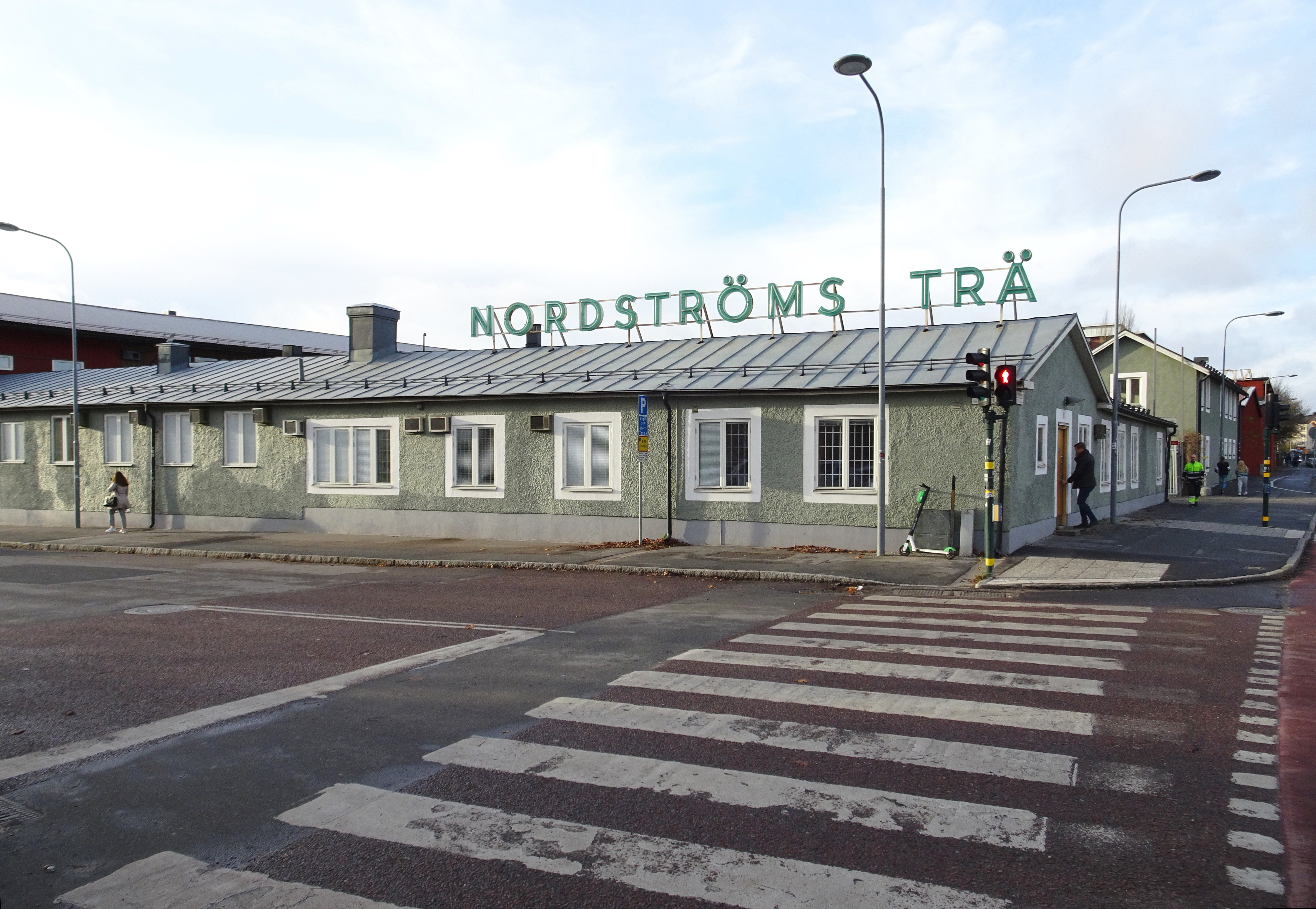